# 對美國介入越南戰爭的反對運動
對美國介入越南戰爭的反對運動（英語：Opposition to United States involvement in the Vietnam War），或称反越战运动（英語：anti-Vietnam War movement），始于1965年反对美國不斷升級越南戰爭而發動的一系列示威活动，并在随后的几年中发展成一场影響廣泛的社會運動。
美国和平运动中的许多參與者是儿童、母亲和1960年代反文化运动青年。不过，随着时间推移，非裔美国人民权运动、第二波女權主義運動、奇卡诺运动及美国工会会员也开始反对越南战争，反战者越來越多。其他還有諸如教育工作者、神职人员、学者、记者、律师、医生（如本杰明·斯波克）和退伍軍人后来也加入了到反越戰運動中來。
反越战运动支持者主要通過和平、非暴力的手段表達訴求。有時警察會用暴力手段來驅趕和平示威者。根据盖洛普的民意调查，截至1967年，越来越多的美国人认为美國不應升級越南戰爭或直接介入越南戰爭，數十年后，曾在越南战争时期任美国国防部长的罗伯特·麦克纳马拉也認為美國直接介入越南戰爭是一個錯誤。

## 背景

### 反对运动的起因

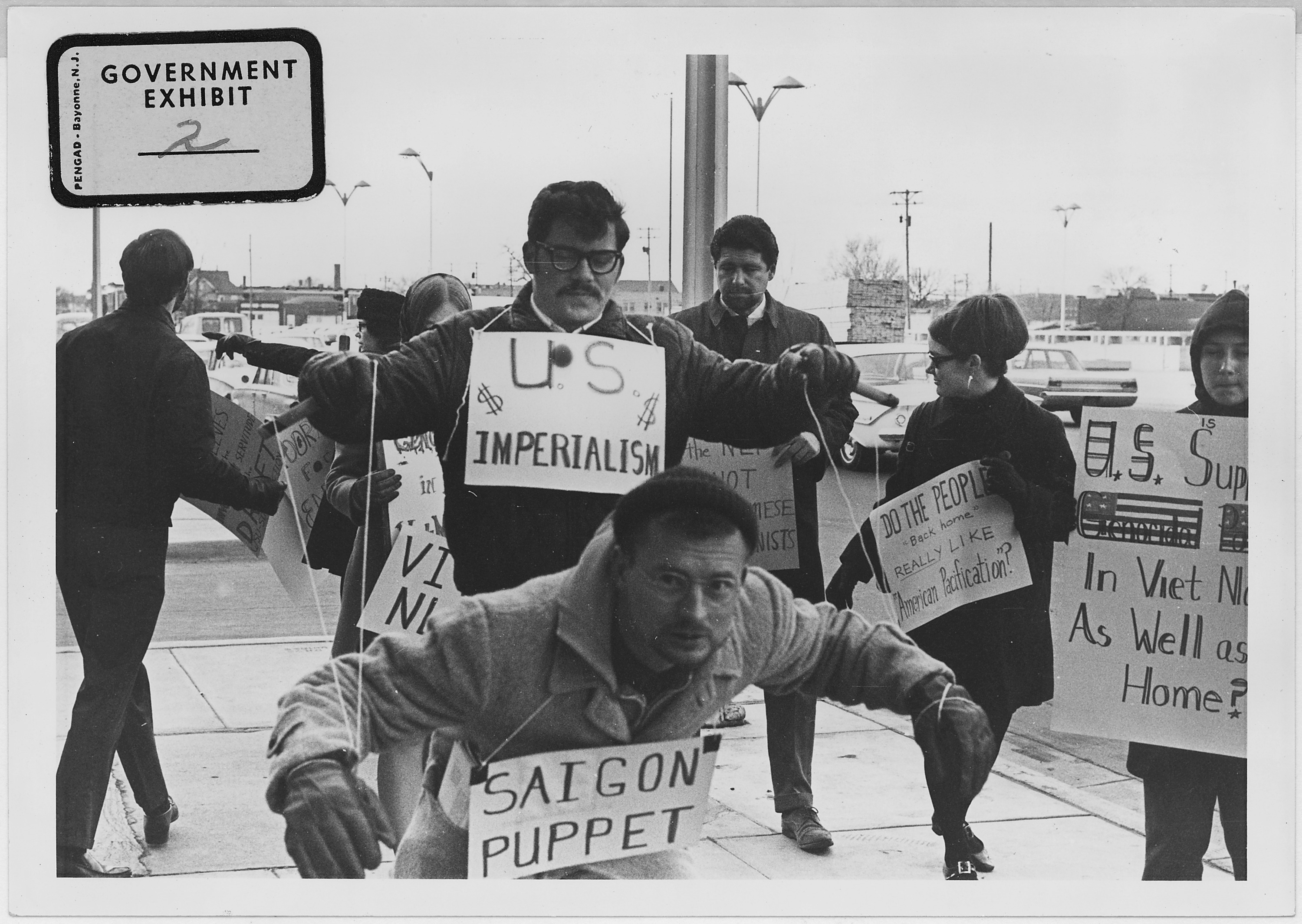
堪萨斯威奇托的反越战抗议者，中间两人靠后者身上挂有“$美帝国主义$”的牌子，靠前模仿被操控人偶者身上挂有“西贡傀儡”的牌子，摄于1967年，存于国家档案和记录管理局

1965年后，美国征兵制度主要针对少数族裔和中下层白人，这招致了许多不满。虽然人数少，良心拒服兵役者也在对征兵制度的不满中发挥了相当积极的作用。认为征兵制度不公平的不满情绪最终招致了美国学生和藍領工人对征兵制度本身的反对。
反战运动诞生于美国言论自由运动和民權運動之后，學生運動空前活跃的1960年代。征兵制度的主要对象便是婴儿潮时期出生的人，也因此他们的反战情绪最为强烈，但随着征兵对象的扩大，反战运动的参与者也越来越多，遍布美国的各行各业。当时的电视和媒体也对越南战争的情况进行了广泛的报道使得人们能够获得未经审查的信息。
除了反对征兵制度外，反战抗议者还认为美国介入越南战争不具备道德合理性。1954年5月，奠邊府戰役法国战败后，美国教友会出钱在《纽约时报》的一期上购买了一版，担忧美国会在法国战败后介入印度支那地区，最终再度进入一场战争之中。美国的大学生也非常注重战争中的道德问题，他们比一般民众更可能指责美国在越南有帝国主义扩张目标，并更可能指责战争“不道德”。平民的死亡在战争前期一度被西方媒体淡化或省略，这导致后来一旦平民出现伤亡，不满情绪就随之涌起。比如，阮玉鸞将军在新春攻勢时射杀一名带着手铐的、据称是共产恐怖分子的照片引起了美国公众的强烈不满。
反战运动中的另一个焦点在于美国介入越南是否具有合理性，由于多米諾骨牌理論和共产主义威胁论，美国介入战争的行为常被看作合理但不具法律正当性。一些美国人认为共产主义威胁论是美国实行帝国主义行动的替罪羊，还有人认为美国介入越南战争侵犯了该国人民的自决权，认为越南战争本质是一场内战，美国无权干涉。